# Islamiskt bankväsende
Islamiskt bankväsende är ett banksystem som tar hänsyn till islamiska lagprinciper, sharia.
Islamisk lag förbjuder muslimer att investera sina pengar i affärer vilka kan anses vara förbjudna (haram) såsom sprithandel, grishandel, skvallertidningar eller pornografi. 
Sharia förbjuder riba, eller ocker, definierat som ränta som betalas på alla lån av pengar.
I flera länder har undantag gjorts för banker när det kommer till islamisk lag. I till exempel Kuwait har staten valt att se mellan fingrarna när det kommer till just banker för att underlätta för landets ekonomi, ett exempel som följts även av i andra muslimska länder. 
På senare tid har det däremot gjorts försök att hantera kapital utan att bryta mot (sharia). Det är dessa försök som benämns som ”Islamic banking” eller islamiskt bankväsende. I vissa fall är dessa försök att följa sharia bara en metod för att ta ränta och kalla det för något annat medan det i andra fall helt har förändrat det sätt som banken tidigare fungerade på. 
Grundtanken är att banken och kunden ingår ett partnerskap och gemensamt tar en risk, istället för det ”vanliga” systemet där kunden antingen tar emot eller betalar ränta. 
Dessa islamiska banker har sitt ursprung vid Persiska viken där de etablerades, privat eller med statligt stöd, på 1970-talet. Pakistan, Sudan och Iran har nationellt beslutat sig för att använda sig av det islamiska bankväsendet. I dessa länder är ränta strängt förbjudet vilket gör att landet måste organiseras efter ”Mudarabaprincipen”. 
Islamiska banker i andra länder är ofta privata och förknippas vanligen till islamiska strömningar. Bankerna är ofta finansierade av rika investerare från Gulf-länderna.   
Det finns tre huvudmetoder för detta.
- Mudaraba - eller sovande partnerskap är det bästa och enklaste sättet för en islamisk bank att ge ett lån. Istället för att kunden lånar en summa pengar för att investera i ett företag och senare betalar tillbaka sitt lån, vill banken delta i företaget. I ett sådant partnerskap bidrar banken med kapital i form av lånet medan kunden lägger ned sitt arbete och sin kompetens. De två parterna delar sedan på företagets vinst under en tidsperiod man kommit överens om sedan tidigare. Banken får tillbaka sin investering och därefter delas den resterande vinsten lika mellan banken och kunden. Samma princip ser vi fast tvärt om då det kommer till insatser i banken. I detta fall är det kunden som investerar i banken och efter en tid tar kunden del av bankens vinst. Denna tidsperiod är inte förutbestämd vilket gör att kunden aldrig vet hur mycket hon har att vänta varje år. Normalt sett är insatsen i alla fall garanterad vilket gör att kunden inte riskerar sina investerade pengar. Detta gäller främst spar- och insatskonton. Islamiska banker har normalt sett brukliga konton för omedelbart användande precis som andra moderna banker men normalt sett utan att ränta och överskott betalas ut till kunderna. Samtidigt förekommer inga kundavgifter.

- Musharaka- är en annan investeringsform där två eller fler partners, bank och kunder, investerar var sin del i ett företag där vinsten sedan delas efter sedan tidigare fastslagna bestämmelser. Ett mer direkt stöd till företagen från bankens sida.

- Murabaha, Arabiska (مرابحه) – En handelsöverenskommelse är inte bara en av de mest tveksamma metoderna för att undvika förbudet mot ränta utan också ett av de vanligaste.

Teorin går ut på att ta sig runt förbudet mot ränta genom att låta banken köpa ett föremål av kunden till ett fastslaget pris. Kunden köper sedan tillbaka föremålet från banken för ett högre pris än hon sålde det för. Köppris, återköpspris och tidsperiod bestäms i förväg vilket gör affären till (hila), en enligt sharia riktig och sann affär vilken går i god för att lånet är utan ränta. Detta sker trots att affären i verkligheten inte alls behöver vara riktig eller utan ränta. Banken ger kunden en summa pengar som sedan betalas tillbaka med en påbyggnad som bestämts innan lånet tagits. Här handlar det alltså om att kalla räntan för något annat. Denna metod beskrivs av många som "Haram" (förbjuden).

## Kritik mot islamiskt bankväsende
Systemet fungerar uppenbarligen men har bevisade svagheter. Den viktigaste anledningen är kanske att många av dessa länder lider av allvarlig inflation. En räntegivande bank kan kompensera inflation genom att höja räntan, vilket inte går i ett system där bankens inkomst ska uppkomma från företagens vinster. Ett annat problem är att systemet förutsätter att företagen som det investeras i ska gå med vinst, vilket inte alltid blir fallet. Ett lån som täcker låntagarens konsumtion ger ingen vinst som kan delas. Ett förslag är att dessa lån ska ges utan något krav på betalning förutom just summan som blivit lånad. Detta blir dock extra svårt i en inflationsdriven ekonomi, vilket gör att andra lösningar måste arbetas fram.